# Amnéville
Ne doit pas être confondu avec Ammeville.
Amnéville (prononcé [amnevil]) est une commune française du département de la Moselle, en région Grand Est.
Elle est située dans la région historique et culturelle de Lorraine.

La commune est aussi appelée Amnéville-les-Thermes sur des panneaux routiers et publicitaires depuis le développement du centre thermal et touristique dans le bois de Coulange.
L'ancienne commune de Malancourt-la-Montagne, à dix kilomètres à l’ouest, a été rattachée à Amnéville en 1973.

## Géographie
Amnéville se trouve dans l’Est de la France, dans la vallée de la Moselle, entre Metz et Thionville, sur l'axe Nancy - Metz - Luxembourg.

## Géologie
Les étages de l'échelle stratigraphique affleurants à Amnéville et à Malancourt-la-Montagne sont mentionnés selon leur ordre de mise en place, des plus anciens aux plus récents :
- Ère secondaire : Pliensbachien ; Toarcien ; Aalénien ; Bajocien, d'un âge d'environ −190 à −165 millions d'années (Ma) ;
- Système quaternaire : Limons éoliens ; alluvions anciennes et alluvions modernes.

## Faune remarquable
À Malancourt dans l'ancienne carrière : hibou grand-duc, pélodyte ponctué.

## Flore
- Amnéville

Chênaie à charme, hêtre, cormier.
- Malancourt-la-Montagne

Hêtraie, cornouiller mâle, nombreuses orchidacées.

## Hydrographie

### Réseau hydrographique
La commune est située dans le bassin versant du Rhin au sein du bassin Rhin-Meuse. Elle est drainée par l'Orne et le Fond Robinet.
L'Orne, d'une longueur totale de 85,7 km, prend sa source dans la commune de Ornes et se jette  dans la Moselle à Richemont, après avoir traversé 37 communes.

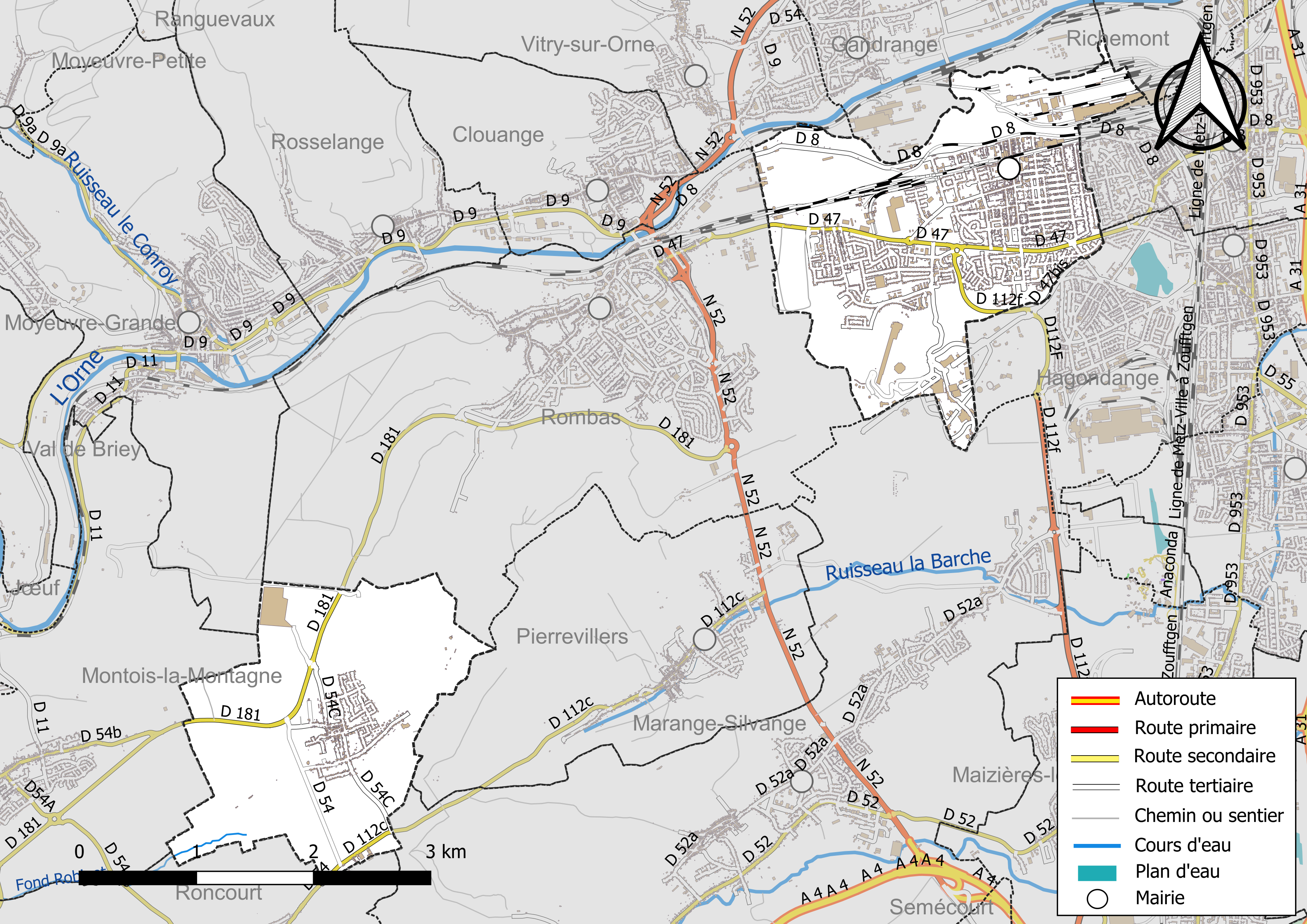
Réseaux hydrographique et routier d'Amnéville.

### Gestion et qualité des eaux
Le territoire communal est couvert par le schéma d'aménagement et de gestion des eaux (SAGE) « Bassin ferrifère ». Ce document de planification, dont le territoire correspond aux anciennes galeries des mines de fer, des aquifères et des bassins versants associés, d'une superficie de 2 418 km2, a été approuvé le 27 mars 2015. La structure porteuse de l'élaboration et de la mise en œuvre est la région Grand Est. Il définit sur son territoire les objectifs généraux d’utilisation, de mise en valeur et de protection quantitative et qualitative des ressources en eau superficielle et souterraine, en respect des objectifs de qualité définis dans le SDAGE  du Bassin Rhin-Meuse.
La qualité des eaux des principaux cours d’eau de la commune, notamment de l'Orne, peut être consultée sur un site dédié géré par les agences de l’eau et l’Agence française pour la biodiversité.

## Climat
Pour des articles plus généraux, voir Climat du Grand Est et Climat de la Moselle.
En 2010, le climat de la commune est de type climat des marges montargnardes, selon une étude du Centre national de la recherche scientifique s'appuyant sur une série de données couvrant la période 1971-2000. En 2020, Météo-France publie une typologie des climats de la France métropolitaine dans laquelle la commune est exposée à un climat semi-continental et est dans la région climatique Lorraine, plateau de Langres, Morvan, caractérisée par un hiver rude (1,5 °C), des vents modérés et des brouillards fréquents en automne et hiver.
Pour la période 1971-2000, la température annuelle moyenne est de 9,5 °C, avec une amplitude thermique annuelle de 16,8 °C. Le cumul annuel moyen de précipitations est de 748 mm, avec 12,2 jours de précipitations en janvier et 9,1 jours en juillet. Pour la période 1991-2020, la température moyenne annuelle observée sur la station météorologique installée sur la commune est de 10,2 °C et le cumul annuel moyen de précipitations est de 884,1 mm. 
La température maximale relevée sur cette station est de 39,3 °C, atteinte le 25 juillet 2019 ; la température minimale est de −17,9 °C, atteinte le 5 janvier 1985,,.
| Mois                                  | jan.             | fév.             | mars           | avril           | mai             | juin            | jui.           | août           | sep.           | oct.            | nov.             | déc.             | année      |
| ------------------------------------- | ---------------- | ---------------- | -------------- | --------------- | --------------- | --------------- | -------------- | -------------- | -------------- | --------------- | ---------------- | ---------------- | ---------- |
| Température minimale moyenne (°C)     | −0,4             | −0,3             | 2,2            | 4,9             | 8,5             | 11,5            | 13,6           | 13,4           | 10,2           | 7,1             | 3,2              | 0,6              | 6,2        |
| Température moyenne (°C)              | 1,8              | 2,7              | 6,3            | 10              | 13,7            | 16,9            | 18,9           | 18,7           | 14,8           | 10,4            | 5,7              | 2,6              | 10,2       |
| Température maximale moyenne (°C)     | 4,1              | 5,8              | 10,4           | 15              | 18,8            | 22,2            | 24,3           | 24             | 19,4           | 13,8            | 8,1              | 4,6              | 14,2       |
| Record de froid (°C) date du record   | −17,9 05.01.1985 | −15,6 07.02.1991 | −14,6 01.03.05 | −6,1 12.04.1986 | −1,4 06.05.1979 | −0,1 05.06.1991 | 2,9 22.07.1980 | 2,9 24.08.1980 | 1,3 07.09.1985 | −3,4 24.10.03   | −10,8 23.11.1998 | −15,5 03.12.1973 | −17,9 1985 |
| Record de chaleur (°C) date du record | 15,2 05.01.1999  | 20,9 27.02.19    | 25,6 31.03.21  | 27,9 21.04.18   | 32,4 28.05.17   | 35,4 26.06.19   | 39,3 25.07.19  | 38,2 08.08.03  | 33,1 15.09.20  | 26,2 10.10.1979 | 21,1 02.11.20    | 15,6 17.12.15    | 39,3 2019  |
| Précipitations (mm)                   | 85,9             | 70,2             | 67,5           | 52,6            | 67,9            | 68,4            | 70,7           | 69,5           | 69,6           | 79,7            | 81,7             | 100,4            | 884,1      |

| Diagramme climatique                                  |             |             |           |             |              |              |            |              |             |            |             |
| J                                                     | F           | M           | A         | M           | J            | J            | A          | S            | O           | N          | D           |
| 4,1−0,485,9                                           | 5,8−0,370,2 | 10,42,267,5 | 154,952,6 | 18,88,567,9 | 22,211,568,4 | 24,313,670,7 | 2413,469,5 | 19,410,269,6 | 13,87,179,7 | 8,13,281,7 | 4,60,6100,4 |
| Moyennes : • Temp. maxi et mini °C • Précipitation mm |             |             |           |             |              |              |            |              |             |            |             |

Les paramètres climatiques de la commune ont été estimés pour le milieu du siècle (2041-2070) selon différents scénarios d'émission de gaz à effet de serre à partir des nouvelles projections climatiques de référence DRIAS-2020. Ils sont consultables sur un site dédié publié par Météo-France en novembre 2022.

## Urbanisme

### Typologie
Au 1er janvier 2024, Amnéville est catégorisée centre urbain intermédiaire, selon la nouvelle grille communale de densité à sept niveaux définie par l'Insee en 2022.
Elle appartient à l'unité urbaine de Metz, une agglomération intra-départementale regroupant 42  communes, dont elle est une commune de la banlieue,,. Par ailleurs la commune fait partie de l'aire d'attraction d'Amnéville - Rombas, dont elle est la commune-centre,. Cette aire, qui regroupe 2 communes, est catégorisée dans les aires de moins de 50 000 habitants,.

### Occupation des sols
L'occupation des sols de la commune, telle qu'elle ressort de la base de données européenne d’occupation biophysique des sols Corine Land Cover (CLC), est marquée par l'importance des territoires artificialisés (60,3 % en 2018), en augmentation par rapport à 1990 (52,2 %). La répartition détaillée en 2018 est la suivante : 
terres arables (27 %), zones industrielles ou commerciales et réseaux de communication (25,5 %), zones urbanisées (23,5 %), forêts (10,2 %), espaces verts artificialisés, non agricoles (8,6 %), mines, décharges et chantiers (2,7 %), milieux à végétation arbustive et/ou herbacée (2,5 %). L'évolution de l’occupation des sols de la commune et de ses infrastructures peut être observée sur les différentes représentations cartographiques du territoire : la carte de Cassini (XVIIIe siècle), la carte d'état-major (1820-1866) et les cartes ou photos aériennes de l'IGN pour la période actuelle (1950 à aujourd'hui).

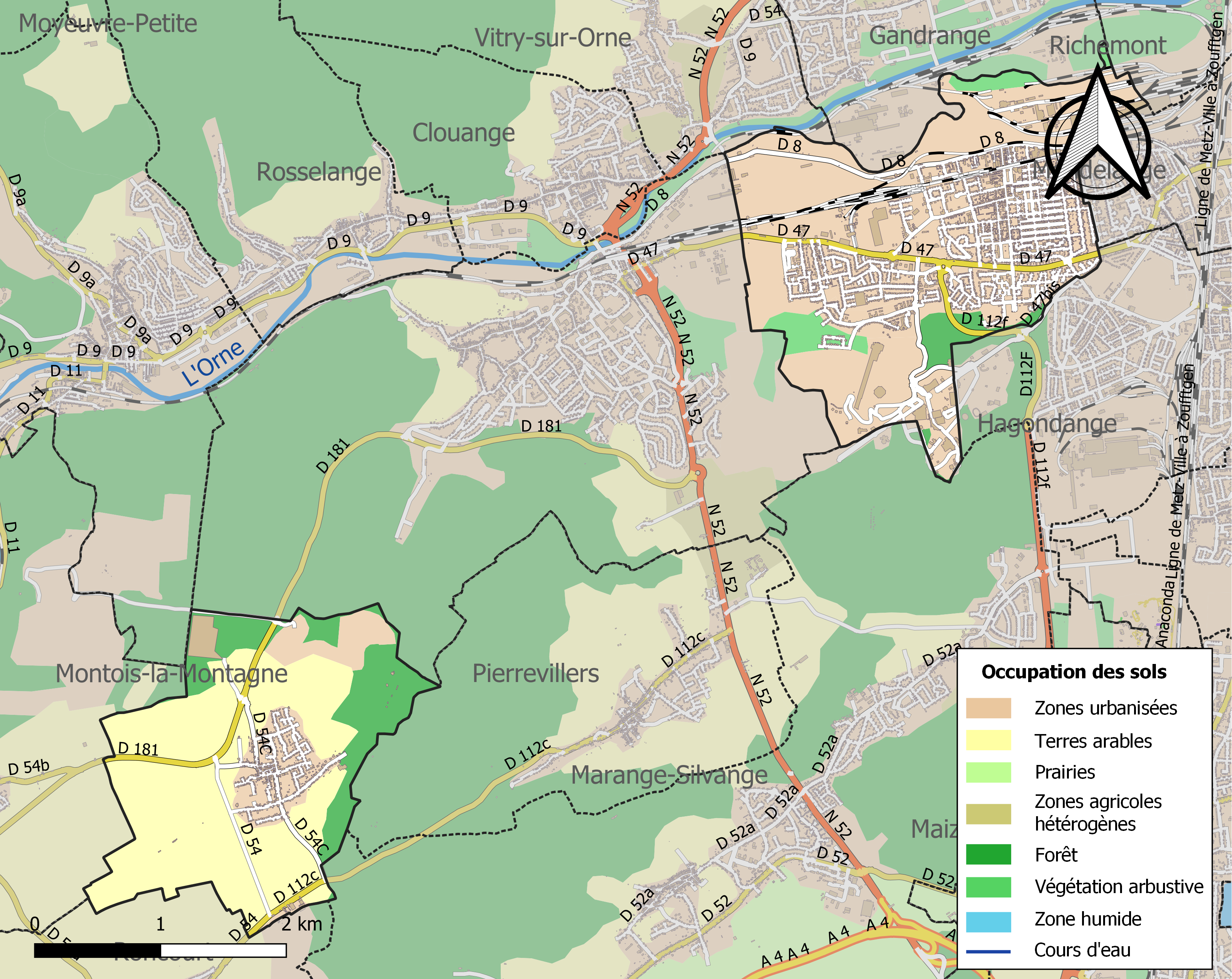
Carte des infrastructures et de l'occupation des sols de la commune en 2018 (CLC).

## Toponymie
- Le village est attesté sous la forme latinisée Amerelli villa en 1075, puis: Amerevilla (1236), Amelerville (1264), Amenievilla (1341), Amennevilla (1361), Amnevilla (1544), Amneviller (1680), Hameviller (1750), Amenéville ou Méneville (1779), Stahlheim (1902-1918 et 1940-1944). Albert Dauzat et Charles Rostaing voient dans le premier élément Amné-, la contraction de l'anthroponyme germanique Amino, associé au suffixe -i-acum, auquel aurait été accolé plus tard l'appellatif -ville « domaine rural, village »[17]. Ernest Nègre penche plus simplement pour le nom de personne germanique Amerilla directement suivi de l'appellatif -ville[18].
- En lorrain roman : Aumnevelle[19], en francique lorrain : Stolem et Stoolheem.

## Histoire

### Antiquité
Une présence celte sur le territoire communal d'Amnéville est attestée depuis le VIe siècle av. J.-C. Des fouilles ont démontré l'existence d'un village artisanal et d'une nécropole (Musée à l'archéosite de Mondelange). La période gallo-romaine laisse la présence d'une villa à proximité d'un gué sur la rivière Orne non loin de la voie romaine. Une activité artisanale fonctionnant à la force de l'eau de l'Orne. Malgré les convoitises et destructions, l'emplacement de la villa romaine et du lieu-dit du Moulin neuf  est constamment habité à travers les époques.

### Moyen Âge
Amnéville fait partie du duché de Bar jusqu’en 1480, puis du duché de Lorraine. Amnéville se situe du côté germanique de l'ancienne frontière linguistique jusqu'à la guerre de Trente Ans.
Amnéville, terre agricole, comporte une vieille ferme issue d'une villa romaine "Amerelli villa" citée ci-dessus. Cette ferme deviendra, au XVIIe siècle la propriété des Maîtres de Forge "Pierron De Bettainvillers". Une chapelle Saint-Rémy et un château y auraient été construits, proches du lieu-dit "Moulin Neuf" et ses moulins et Forges.
Historique de la famille De Bettainvillers.
Jean Pierron (1530-1600), selon Karim Miksa dans son mémoire de maîtrise d’histoire moderne, Université de Nancy II (1997-1998).
- Jean Pierron serait le fils de Thieret Pierron qui fut le conseiller en l’évêché de Metz demeurant à Vic-sur-Seille. Issu du milieu des maîtres de Forges du bailliage d’Allemagne, il s’implante à Moyeuvre entre 1550 et 1560 pour battre le fer.

Il épouse en 1560 Marguerite Thomassin, veuve de Gérard Waultrin II de Bettainvillers. Après avoir eu un fils de Marguerite vers 1562, Louis, Jean Pierron est anobli et peut par conséquent porter ce titre « De Bettainvillers » ainsi que ses descendants.
Il devient tenancier des moulins à grains de Rosselange, de Morlange et de Mondelange.
En 1568 il acquiert la forge du Conroy jusqu’à la fin du XVIéme siècle. Outre le fait de produire de la fonte, des taques de cheminées et produits divers, il fournit des cloutiers et maréchaux ferrants locaux.
Il tisse un réseau de liens avec les marchands de Metz et Saint-Nicolas-de-Port ainsi qu’avec ceux des Pays-Bas espagnols ou du Saint Empire.
À la veille de sa mort, il construit le château de Moyeuvre avec son fils Louis. D’abord appelé « La grande Cour de Moyeuvre », ce château deviendra bien plus tard un hôpital.
Louis De Bettainvillers (1562-1642), maitre de forges à Moyeuvre-Grande.

### Époque moderne et Révolution française
La ville subit les ravages de la guerre de Trente Ans.
Rappelons que sous l’ancien régime, les rapports sociologiques fonctionnaient sur un modèle pyramidal divisé en trois ordres. Au sommet figurait le clergé, en dessous, la noblesse et à la base le tiers état. Cette hiérarchie fut abolie en 1789. Juillet 1788 : nomination de François-Victor Barthélémy, né à Metz le 27 juillet 1758 comme curé d’Amnéville. 14 juillet 1789 : révolution française.
La Constitution civile du clergé est adoptée pendant la Révolution française par l’Assemblée nationale constituante. Son but est de réorganiser le clergé français, qui doit dépendre désormais de l’État et non plus du Saint-Siège. À la fin de la même année, la loi impose aux fonctionnaires publics ecclésiastiques le serment de fidélité à la constitution. 8 février 1791.
Un certificat de la municipalité nous dit que Barthélémy, curé d’Amnéville, a prêté serment l’avant-veille. Pourtant, ce 6 février, contrairement à ce certificat, le curé avait sommé le conseil de signer un procès-verbal rédigé par lui qui en contenait ce texte : « Je jure…, toute l’obéissance à la loi et au roi en tout ce qui ne sera pas contraire au dogme et à la morale de l’église, de soutenir de tout mon pouvoir la constitution civile du clergé, exceptant formellement ce qui regarde essentiellement le spirituel et l’autorité de l’église ». 3 juin 1791. Le curé Barthélémy apprend que son texte n’est jamais parvenu au district et décide de renvoyer son procès-verbal du 6 février 1791. 19 juin 1791. L’essai de remplacement du curé Barthélémy échoue sous l’accusation de « refus de lire le mandement de l’intrus ».
Ce mandement fut rédigé par l’évêque constitutionnel Nicolas Francin et faisait allégeance à la nouvelle constitution. Une période instable s’ensuivit provoquée par d’une part les réfractaires au nouveau régime, les manipulateurs venus de l’étranger qui risquât d’abandonner la cathédrale de Metz au culte de la déesse Raison. Septembre 1791. Un nouvel essai de remplacement du curé François Victor Barthélémy est tenté sans déboucher sur une solution. 14 février 1792. À la suite de ces actions, le curé de Vitry, partisan du schisme, réussit à évincer le curé d’Amnéville en agissant et manipulant les prêtres des alentours jusqu’à l’évêque constitutionnel et répondit par ce courrier : « J’ose vous assurer que jamais  je n’ai tenu d’autres langages à mes paroissiens que celui de l’obéissance et du respect de la loi ». 8 et 9 avril 1792. C’est à sa vie qu’on attente par coups de fusil dirigés vers son lit.
12 Octobre 1792. Après quelques mois de pressions et de doutes, les craintes le poussèrent à quitter sa paroisse d’Amnéville et malgré une réticence, il fut déclaré sur « la liste des émigrés ». 1803. Amnistié, il devient desservant à Marange, puis à Novéant où il mourût en 1825. Pratiquement détruit, le bourg est devenu au XIXe siècle une annexe de Gandrange. Ainsi, en 1817, le foyer de peuplement de Moulin-Neuf est constitué de 58 habitants répartis dans quelques maisons.

### Annexion de 1871
Au cours de la première Annexion allemande, en 1894, la commune d’Amnéville est créée par scission, à partir de la commune de Gandrange. Le complexe de l'usine de Rombas est créé à cette époque. Il est décidé de loger les ouvriers à proximité du complexe industriel, à Amnéville. La nouvelle commune prend le nom de Stahlheim, littéralement « cité de l’acier ». La cité est conçue selon les principes des cités-jardins. La venue de travailleurs et le développement urbain ont contribué à l’essor de la ville. Stahlheim-Amnéville, rebaptisée Amnéville-Stahlheim, redevient française en 1919.
Naissance de Stahlheim
L'implantation de deux usines allemandes sur les villes voisines demandait la construction de logements, d’où un afflux massif de main-d’œuvre de tous horizons. C’est à ce moment-là qu’apparait le mot Stahlheim, pour désigner la ville de l’acier. Ce nom circulait déjà depuis quelques années lorsque le Bezirkspräsident comte Zeppelin nomma, le 21 mai 1902, une commission de création pour l’exécution des droits et devoirs jusqu’aux prochaines élections municipales. Le ban municipal « extra Orne » de Gandrange fut alors séparé de sa commune initiale pour devenir Stahlheim.
Les arrivées massives d’immigrants Allemands, Alsaciens et Lorrains du Bitcherland métamorphosèrent la cité culturellement et linguistiquement. À tel point que ce ban, placé à cheval sur la frontière linguistique séparant la Lorraine francique de celle de l’ancien duché de Bar, francophone, se transforma en îlot germanophone opaque.
Bien entendu, les autres localités de la vallée de l’Orne subirent également des arrivées massives d’ouvriers cosmopolites, mais celles-ci furent davantage mêlées aux populations sédentaires. Les évolutions culturelles s’y firent, évidemment, dans un esprit de partages et d’échanges, contrairement à Stahlheim, où une culture germanique s’enracina profondément.
Les archives municipales démontrent des liens étroits avec l’usine de Rombas, sous une direction allemande. Les archives associatives parlent quant à elles d'une germanisation nationaliste forte. La gymnastique locale fut par exemple baptisée Turnverein Vater Jahn, du nom de l’inventeur des agrès allemands et également père fondateur du nationalisme allemand du XIXe siècle. De manière générale, l'ensemble des clubs de sports, des chorales et des groupes musicaux fut germanisé jusqu'au club de football qui s'appela pendant cette période « le Borussia ».
En parallèle de la métamorphose urbanistique de Metz, Stahlheim se voit doté d'une mairie, d'une école et d’une salle des fêtes gigantesque. Le contraste, flagrant, veut démontrer la puissance prussienne qui dérape rapidement vers la propagande politique.
Stahlheim n’est pas épargnée par les horreurs de la Grande Guerre et perd 134 de ses enfants du côté allemand et deux du côté français.
Retour à la France
L'issue du premier conflit mondial, entérinée le 11 novembre 1918, provoque le départ de 80 % des Allemands qui retournent chez eux, laissant derrière eux les Lorrains germanophones et les Alsaciens et  essentiellement de souche ouvrière.
Le 21 novembre 1918, le commissaire de la République, déclarant dissous tous les conseils municipaux de Lorraine, maintint à Stahlheim trois membres d’origine française, à savoir Charles Videmont, Simon Oudin et François Nunge pour désigner l’assemblée provisoire jusqu’aux nouvelles élections.
Stahlheim avait vécu et la première question fut de trouver un nouveau nom pour cette cité ouvrière atypique. Un premier jet proposa d’honorer un héros de la Grande Guerre par la dénomination « Pétainville », mais le choix se porta finalement sur Amnéville pour faire référence à l’ancienne villa romaine située devant le passage à gué de l’Orne.
La constitution de l’électorat, essentiellement issue du monde ouvrier dépourvu d’opposition politique, tendait les bras au communisme et aux idées révolutionnaires venant de Russie.
Cité comme exemple au niveau national par Maurice Thorez, Amnéville continua à s’isoler et à se renfermer sur elle-même, à tel point que dans la Vallée de l'Orne on entendait : « Les Stahlheim sont spéciaux ». Ce qui favorisait bien entendu encore plus ce décalage. Les grandes grèves de 1936 accentuèrent ce sentiment en faisant des ouvriers licenciés de véritables héros… Tout cela avant le chaos et le choc de 1939 lorsque les Amnévillois, baignés de culture allemande et de communisme, découvrirent la sinistre réalité du nazisme.

### Seconde Guerre mondiale
Au début de la Seconde Guerre mondiale, un Centre de rassemblement des étrangers est créé. Comme les autres communes mosellanes, Amnéville est ensuite annexée au Troisième Reich en juillet 1940. La commune de l'arrondissement de Metz-Campagne redevient "Stahlheim", commune du CdZ-Gebiet Lothringen. À partir d'août 1942, les jeunes conscrits mosellans, incorporés de force dans l'armée allemande, partent sur le front de l'Est. Beaucoup ne reviendront jamais. En 1944, les bombardements américains se succèdent, rendant les conditions de vie des civils plus difficiles encore. Finalement, la ville est libérée le 21 novembre 1944.
1945. Le second retour à la France.
La commune fut profondément divisée avec d'un côté des hommes et des femmes internés et emprisonnés, et de l'autre, des collaborateurs malgré eux. Cette période de souffrances isola encore plus les Amnévillois des autres localités. La cité ouvrière perdit plus de 220 Malgré-nous morts au front. On peut malheureusement imaginer les tensions et les règlements de compte à la fin de la guerre après l’évacuation de l’hiver 1944-1945 et le retour au pays des internés, déportés, soldats et prisonniers.
Amnéville-la Rouge resta fidèle à un communisme pur et dur. Sa population se rangea à nouveau sous la bannière de la faucille et du marteau. Il y avait bien sûr des opposants, mais aucune figure ne permettait de faire basculer l’électorat dans l’autre sens.
1965. Le changement avec l'arrivée du Dr Kiffer.
Jean Kiffer fut maire d'Amnéville de 1965 à 2011. Personnalité forte mais controversée, il fut à l'origine de la mutation de la cité sidérurgique en ville thermale dédiée aux loisirs.

## Politique et administration

### Liste des maires
| Période                                  | Période              | Identité                   | Étiquette               | Qualité |
| ---------------------------------------- | -------------------- | -------------------------- | ----------------------- | --- |
| Les données manquantes sont à compléter. |                      |                            |                         | |
| 1902                                     | 1907                 | Dr Jakob Peters            | n.a.                    | Médecin |
| 1907                                     | 1908                 | Hermanni                   | n.a.                    | Directeur de cimenterie |
| 1908                                     | 1912                 | Martin Theilmann           | n.a.                    | Garde-champêtre |
| 1912                                     | 1918                 | Karl Bode                  | n.a.                    | Directeur adjoint de cimenterie |
| 1918                                     | 1919                 | Simon Oudin                | n.a.                    | n.a. |
| 1919                                     | 1927                 | Charles Ditner (1884-1936) | SFIO puis SFIC puis DVG | Épicier |
| 1927                                     | 1939                 | Frédéric Rau               | SFIC                    | Serrurier |
| 1939                                     | 1944                 | Mellinger                  | n.a.                    | n.a. |
| 1945                                     | 1960                 | Frédéric Rau               | PCF                     | Serrurier |
| 1960                                     | 1965                 | Michel Koch                | PCF                     | Chef d'équipe mécanicien Sidélor Rombas |
| 21 mars 1965                             | 11 août 2011 (décès) | Jean Kiffer                | RPR puis DVD            | Médecin Député de la 8e circonscription de la Moselle (1988 → 1997) Député de la 1re circonscription de la Moselle (1973 → 1978) Conseiller général du canton de Rombas (1973 → 2011) |
| 11 août 2011                             | 30 mars 2014         | Doris Belloni              | DVD                     | Factrice Maire par intérim du 11 août 2011 au 23 octobre 2011 |
| 30 mars 2014                             | En cours             | Éric Munier                | SE                      | Avocat 1er vice-président de la CC du Pays Orne-Moselle (depuis 2014) |

### Jumelages
Jumelée de 1961 à 1965 avec la ville de Magdebourg en Allemagne (alors en RDA), Amnéville est jumelée depuis 1992 avec la ville de Perm en Oural (Russie), pourtant cent fois plus peuplée. Ce partenariat a été confirmé lors d'une rencontre officielle le 3 novembre 2012 par les maires d'Amnéville et de Perm.

## Population et société

### Démographie
L'évolution du nombre d'habitants est connue à travers les recensements de la population effectués dans la commune depuis 1895. Pour les communes de plus de 10 000 habitants les recensements ont lieu chaque année à la suite d'une enquête par sondage auprès d'un échantillon d'adresses représentant 8 % de leurs logements, contrairement aux autres communes qui ont un recensement réel tous les cinq ans,.

En 2022, la commune comptait 10 853 habitants, en évolution de +3,93 % par rapport à 2016 (Moselle : +0,52 %, France hors Mayotte : +2,11 %).
| 1895 | 1900  | 1905  | 1910  | 1921  | 1926  | 1931  | 1936  | 1946  |
| ---- | ----- | ----- | ----- | ----- | ----- | ----- | ----- | ----- |
| 93   | 2 066 | 3 427 | 4 192 | 5 006 | 5 555 | 6 649 | 5 642 | 6 092 |

| 1954  | 1962  | 1968  | 1975  | 1982  | 1990  | 1999  | 2006   | 2011   |
| ----- | ----- | ----- | ----- | ----- | ----- | ----- | ------ | ------ |
| 7 050 | 8 149 | 7 878 | 8 996 | 8 951 | 8 926 | 9 314 | 10 172 | 10 090 |

| 2016   | 2021   | 2022   | - | - | - | - | - | - |
| ------ | ------ | ------ | - | - | - | - | - | - |
| 10 443 | 10 828 | 10 853 | - | - | - | - | - | - |

### Sports
- Red Dogs d'Amnéville (hockey sur glace).
- CSO Amnéville (football).
- Golf d'Amnéville-Les-Thermes.
- 7 Amnévillois (handball).
- Amneville club de tennis (tennis)
- Athletic club Amnéville (athlétisme)

## Économie
Amnéville a subi un renouvellement urbain et régional en passant de ville industrielle en un centre touristique, enregistrant plus de 1 400 emplois et plus de 3 millions de visiteurs à l'année. Les dépenses globales représentent 18% des dépenses touristiques du département de la Moselle.

## Culture locale et patrimoine

### Lieux et monuments

#### Édifices civils
- tracé de la voie romaine
- traces d’un ancien pont romain[réf. nécessaire]
- ancien château XIVe siècle et ancienne église (l'église transformée en habitation et le château sont détruits en 1976), lors de la modification d’un tronçon routier de la vallée de l’Orne et la démolition totale du Vieil-Amnéville[28].

### Édifices religieux
- Église catholique Saint-Joseph d’Amnéville, 1929 (chemin de croix, fresque de Nicolas Untersteller),

une première chapelle construite en 1905.
- Ancienne église au Vieil-Amnéville, transformée en habitation, détruite en 1976.
- Temple protestant luthérien, rue Pasteur construit entre 1950 et 1953.
- Église néo-apostolique, rue Victor-Hugo.
- Église apostolique, rue Erckmann-Chatrian.
- Église évangélique, rue de la Ferme.

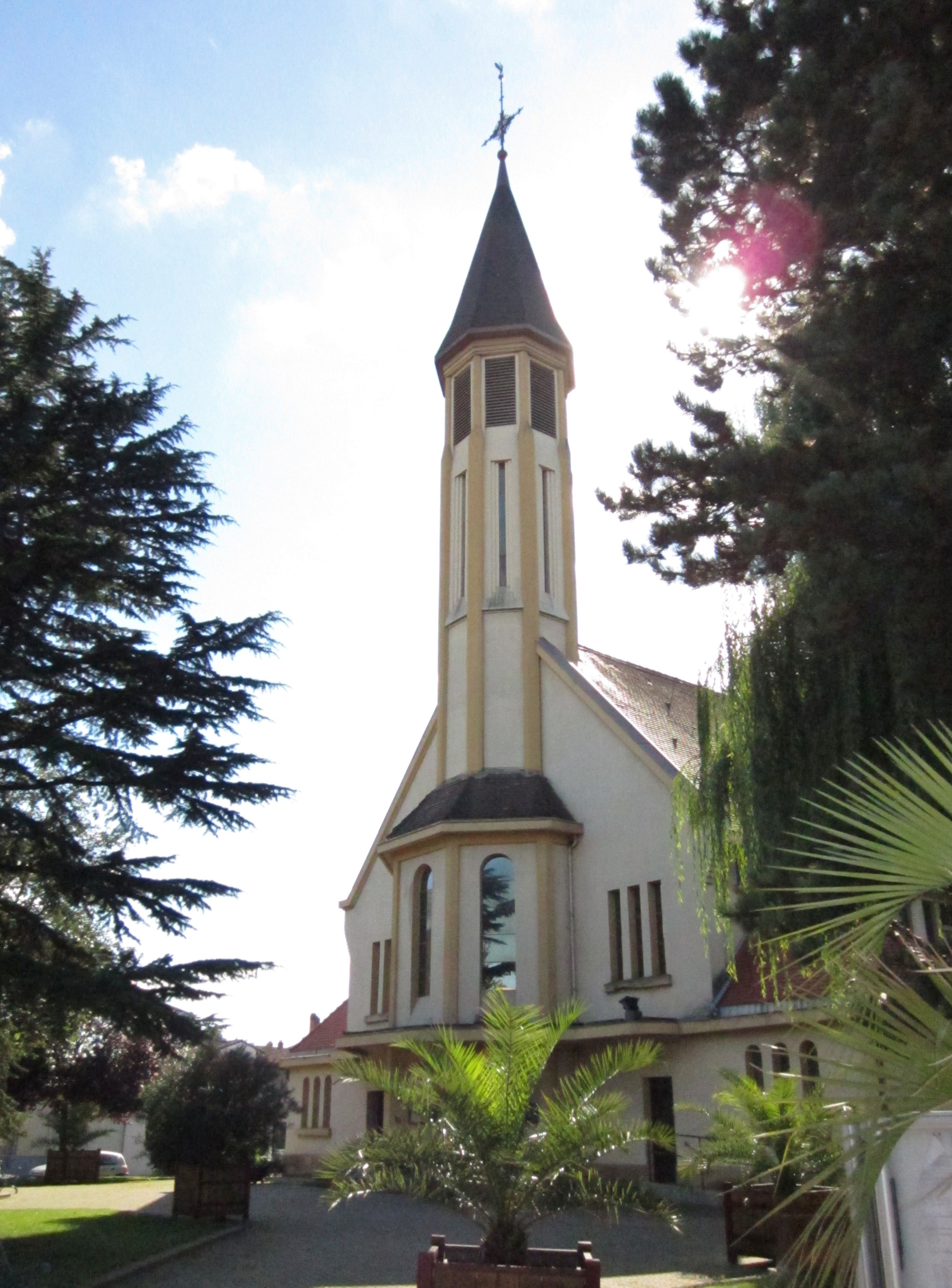
Église catholique Saint-Joseph.
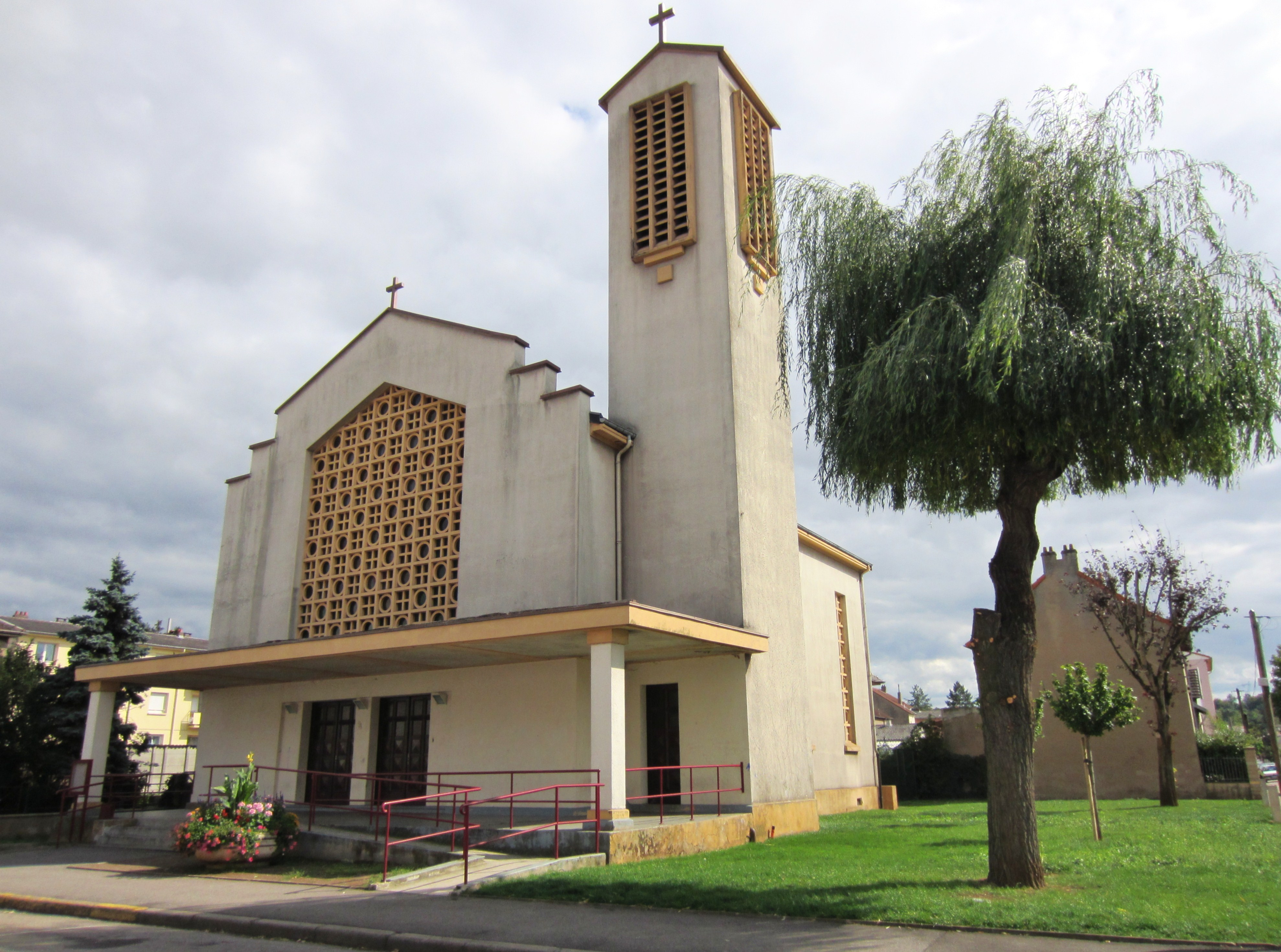
Temple protestant luthérien.
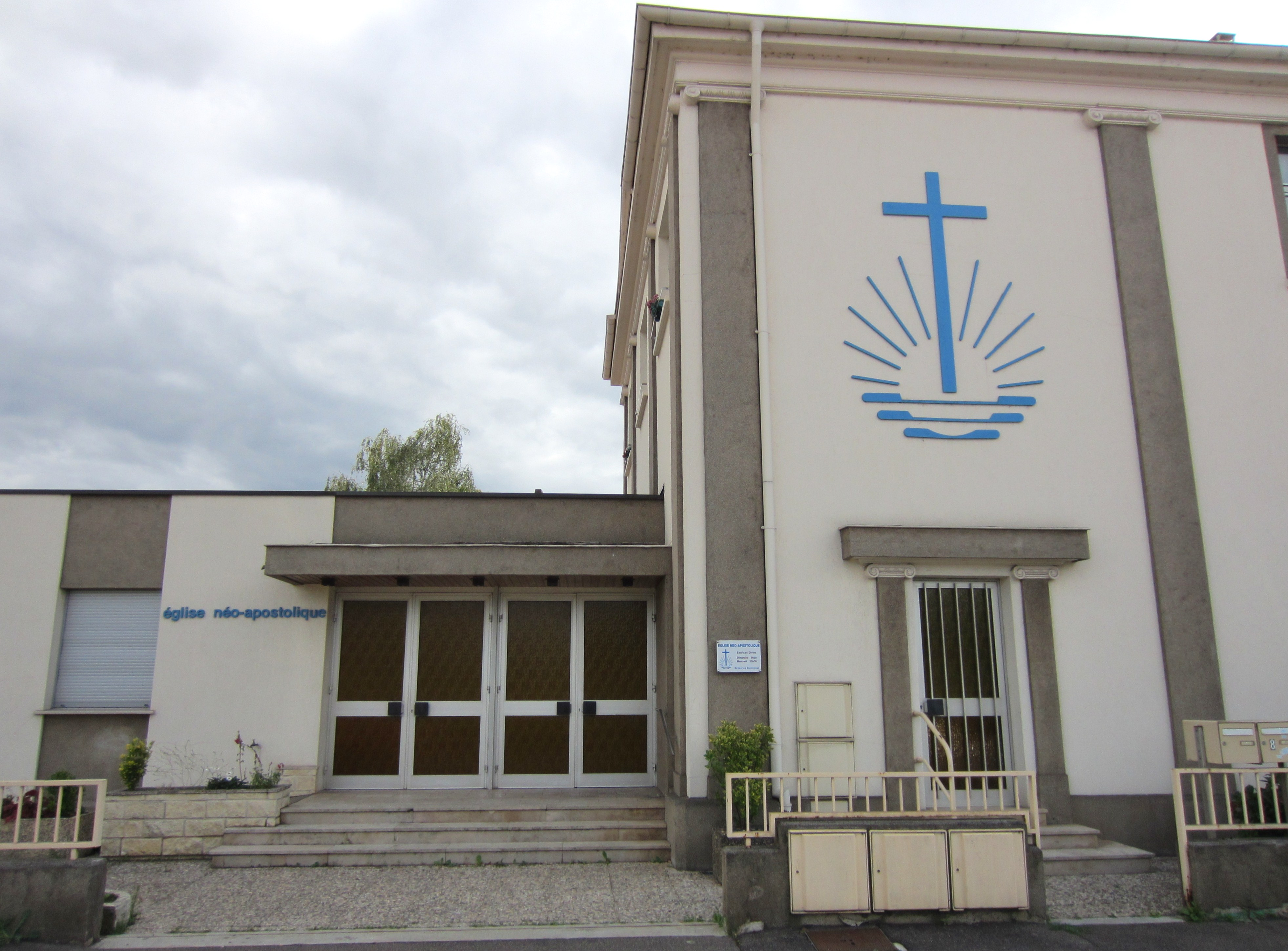
Église néo-apostolique.
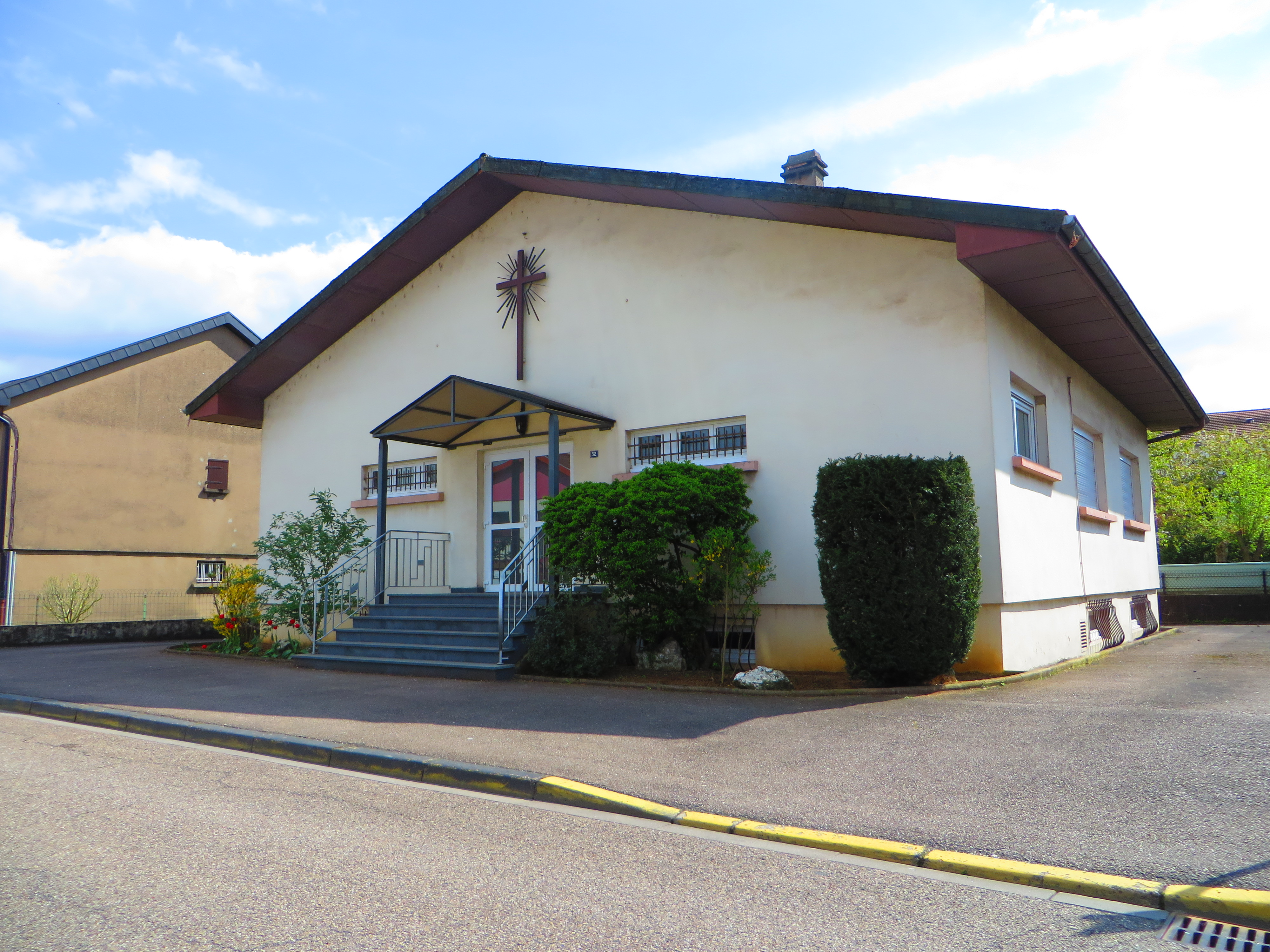
Église apostolique.
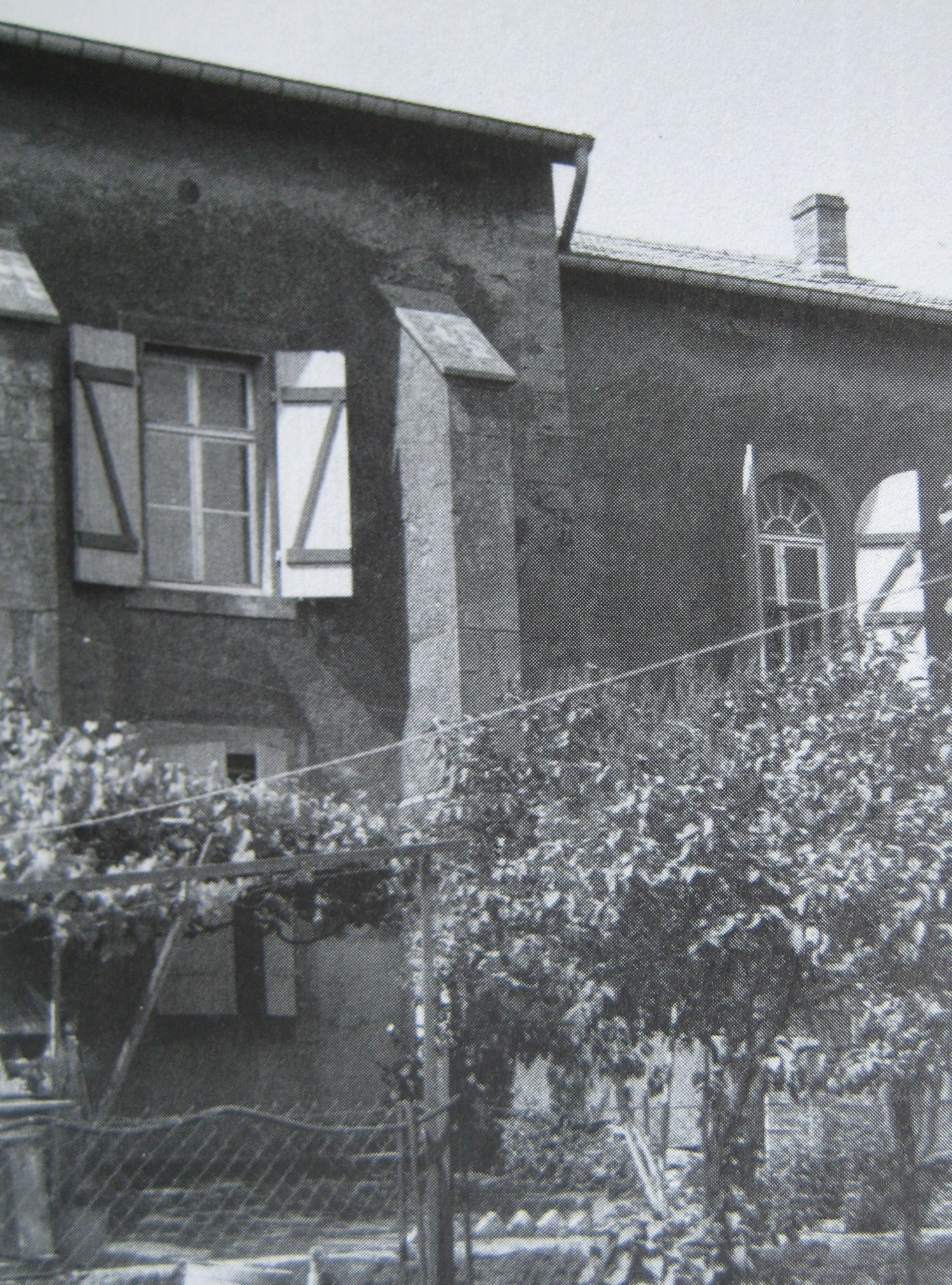
Église du Vieil-Amnéville.

### Musée de Tambow
Le musée de Tambow évoque la déportation des malgré-nous de la guerre de 1939-1945. Il est dédié à la mémoire des 130 000 incorporés de force dans l'armée allemande, qui furent, pour beaucoup, retenus prisonniers par les Soviétiques au camp de travail de Tambow, en Russie.
Le musée est transféré au siège d'ASCOMEMO à Hagondange en décembre 2015.

### Centre thermal et touristique

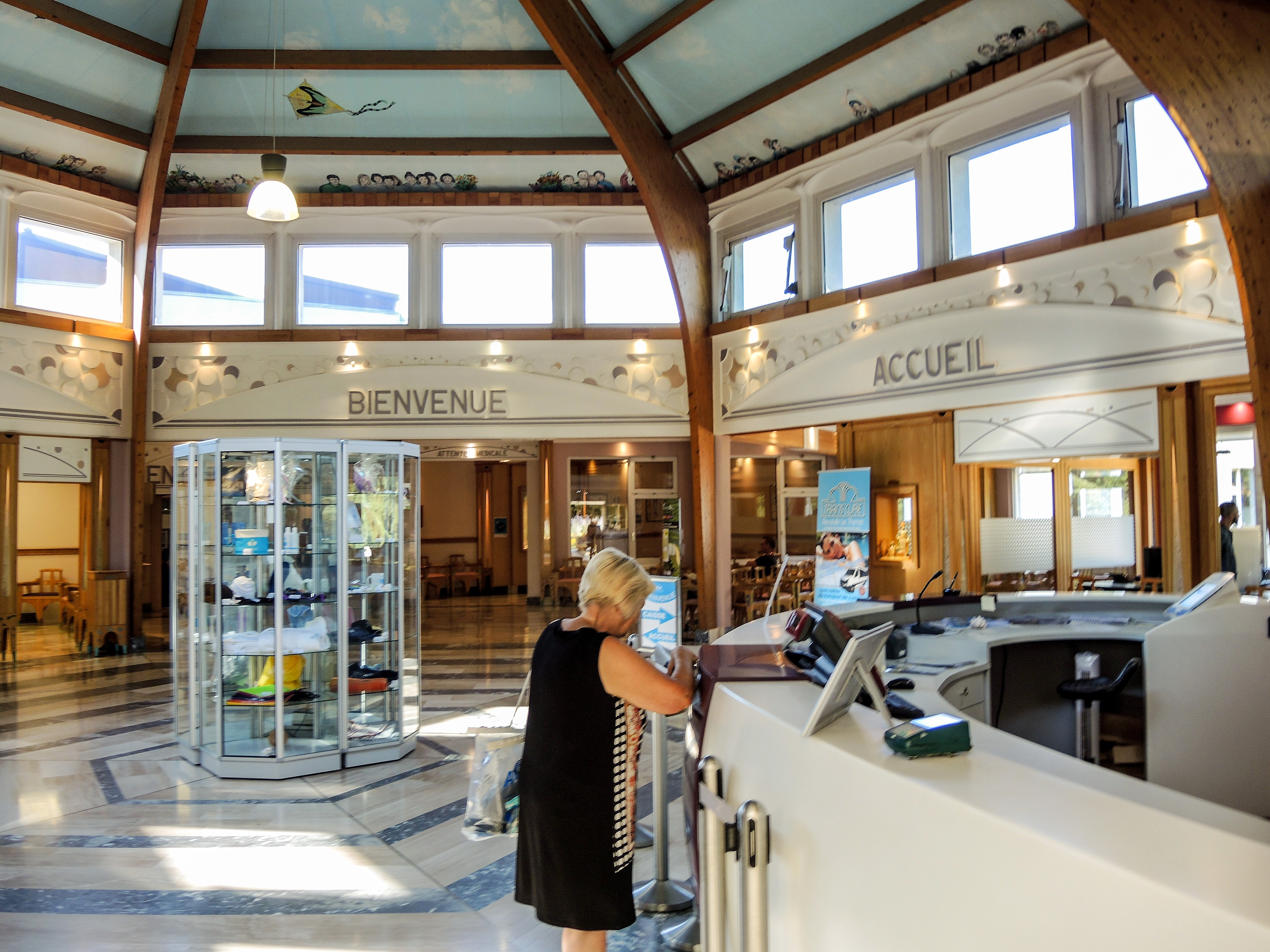
Halle d'accueil des thermes Saint-Eloy.

Amnéville dispose d’un centre touristique et thermal. Il est installé dans le bois de Coulange et sur d’anciens crassiers sidérurgiques. On y trouve notamment les activités suivantes :
- des thermes (cure thermale) ainsi que deux équipements de loisirs aquatique : Thermapolis (tout public) et Villa Pompéi (public majeur) ;
- un casino détenu par Georges Tranchant ;
- un aquarium ;
- une salle de spectacle de douze mille places : le Galaxie ;
- un multiplexe cinématographique Kinepolis avec 12 salles ;
- un complexe dédié à l'e-sport dans les anciens locaux de cinéma IMAX ;
- une piste de ski intérieure : le Snow World ;
- une patinoire olympique ;
- une piscine olympique ;
- un golf avec dix-huit trous, club house, putting green, chipping green et practice ;
- un plan d'eau dans le bois de Coulange[30].

Le Zoo d'Amnéville, en dépit de son nom, se situe sur la commune voisine d'Hagondange.

### Culture

#### Festival
Du 8 au 9 juillet 2011, Amnéville a accueilli le festival international de musique Sonisphere Festival qui se déroulait pour la première fois en France. Pour cette édition, le festival rassemblait certains des plus grands groupes internationaux de heavy metal, tels que le Big Four of Thrash (expression désignant les quatre plus importants groupes de thrash metal américain que sont Metallica, Megadeth, Slayer et Anthrax), Slipknot, Dream Theater, Airbourne ou encore Mastodon. Plusieurs groupes français d'importance étaient également présents comme Loudblast, Mass Hysteria ou encore Gojira. Le Snowhall Parc accueillait cet évènement.
Deux autres éditions du Sonisphere Festival auront lieu à Amnéville : du 7 au 8 juillet 2012 au Galaxie, et du 8 au 9 juin 2013 au Snowhall Parc.

#### Invention de la saucisse au Picon
La saucisse au Picon ou « Piconwurst » (en Lothringer platt, une langue locale) est une saucisse à base de Picon, fabriquée dans la ville d'Amnéville, en Moselle (département), dans la région historique de la Lorraine,.
Elle est faite à base de chair à saucisse, de Picon auquel est ajouté des oranges fraîches, des tomates cerises, certaines épices et ingrédients tenus secrets. Elle possède une popularité en Lorraine et est entrée dans la culture.

### Personnalités liées à la commune
Personnalités nées à Amnéville
- Eitel-Friedrich Kentrat (1906-1974), natif d'Amnéville, était commandant de U-Boot lors de la Seconde Guerre mondiale.
- Antoine Gorius, né en 1918 à Amnéville, footballeur français de 1938 à 1951.
- Raymond Baratto, né en 1934 à Amnéville, footballeur français.
- Patrick Battiston, né en 1957 à Amnéville, footballeur français.
- Michel Ettore, né en 1957 à Amnéville, footballeur français.
- Raphael Piolanti, né en 1967 à Metz, athlète français de l'Athletic Club Amnéville, spécialiste du lancer du marteau.
- Jérôme Bortoluzzi, né en 1982 à Amnéville, athlète français, spécialiste du lancer du marteau.

Autres personnalités
- Jean Kiffer, maire d'Amnéville de 1965 à 2011.
- Georges Tranchant, homme politique, entrepreneur d'Amnéville.

### Héraldique
| Blason | Blasonnement : D'azur à deux bars adossés d'or, accompagnés de la colombe du Saint-Esprit fondante d'argent tenant dans son bec la sainte Ampoule d'or en chef et de trois croisettes recroisetées au pied fiché du même aux flancs et en pointe. |

## Pour approfondir